# Върнал
Върнал (на английски: Vernal) е град в окръг Юинта, щата Юта, САЩ. Върнал е с население от 7714 жители (2000) и обща площ от 11,9 km². Намира се на 1624 m надморска височина. ЗИП кодът му е 84078-84079, а телефонният му код е 435.